# Campanula alpina
Campanula alpina is een 5-15 cm hoge plant uit de klokjesfamilie (Campanulaceae). De soort komt voor in de Alpen.

## Kenmerken
De wortel is een penwortel. De wollig behaarde stengel draagt vaak over de hele stengel een bloemtros van maximaal tien bloemen. De lancetvormige, wollig behaarde bladeren groeien in een bladrozet. De bloemetjes zijn lichtblauw en 1-3 cm groot. De kelk is behaard. De stempel is driedelig. De bloeitijd valt in juli en augustus.

## Voorkomen
Het verspreidingsgebied beslaat zowel de noordelijke als zuidelijke Alpen ten oosten van de lijn Wendelstein - Lungau tot in Slovenië. Op een silicaatbodem komt de soort voor tot op 2400 m hoogte, voornamelijk op bergweiden en andere rotsige ondergrond.